# Vinići
Vinići este un sat din comuna Danilovgrad, Muntenegru. Conform datelor de la recensământul din 2003, localitatea are 43 de locuitori (la recensământul din 1991 erau 83 de locuitori).

## Demografie
În satul Vinići locuiesc 35 de persoane adulte, iar vârsta medie a populației este de 47,2 de ani (44,7 la bărbați și 49,1 la femei). În localitate sunt 17 gospodării, iar numărul mediu de membri în gospodărie este de 2,53.
|  |

| Demografie | Demografie | Demografie |
| An         | Locuitori  | Locuitori  |
| ---------- | ---------- | ---------- |
|            |            |            |
|            |            |            |
|            |            |            |
|            |            |            |
| 1948       | 255        |            |
| 1953       | 271        |            |
| 1961       | 257        |            |
| 1971       | 188        |            |
| 1981       | 133        |            |
| 1991       | 83         | 83         |
| 2003       | 43         | 43         |

| \| Componența etnică conform recensământului din 2003[2] \| Componența etnică conform recensământului din 2003[2] \| Componența etnică conform recensământului din 2003[2] \| Componența etnică conform recensământului din 2003[2] \| Componența etnică conform recensământului din 2003[2] \| \| ----------------------------------------------------- \| ----------------------------------------------------- \| ----------------------------------------------------- \| ----------------------------------------------------- \| ----------------------------------------------------- \| \| \| \| \| \| \| \| Muntenegreni \| Muntenegreni \| \| 29 \| 67,44% \| \| Sârbi \| Sârbi \| \| 14 \| 32,55% \| \| necunoscută \| necunoscută \| \| 0 \| 0% \| |              |  |    |        |
| Componența etnică conform recensământului din 2003 |              |  |    |        |
| |              |  |    |        |
| Muntenegreni | Muntenegreni |  | 29 | 67,44% |
| Sârbi | Sârbi        |  | 14 | 32,55% |
| necunoscută | necunoscută  |  | 0  | 0%     |